# Michael D. Fayer
Michael David Fayer  (* 12. September 1947 in Los Angeles, Kalifornien) ist ein US-amerikanischer Chemiker, der sich mit Laserspektroskopie und chemischer Physik befasst.
Fayer studierte Chemie an der University of California, Berkeley, wo er 1969 seinen Bachelorabschluss erhielt. 1974 wurde er bei Charles Bonner Harris mit dem Thema Coherence in excited triplet states of molecular crystals promoviert wurde. Danach war er Assistant Professor an der Stanford University, wo er 1983 eine volle Professur erhielt. Fayer ist ein Pionier der Entwicklung und Anwendung ultraschneller nichtlinearer Laserspektroskopie-Techniken, zum Beispiel Photon Echos, Vibrations-Echos und Transient Grating Spectroscopy (TG). Er studierte damit komplexe Molekülsysteme zum Beispiel in Biologie und Materialwissenschaften.
Er ist Fellow der American Physical Society, der National Academy of Sciences, der American Academy of Arts and Sciences (1999) und  der American Chemical Society. 2012 erhielt er den Arthur-L.-Schawlow-Preis für Laserphysik für grundlegende Beiträge zur Laserphysik in der Entwicklung ultraschneller nichtlinearer Spektroskopie und multidimensionale Schwingungsspektroskopie. Außerdem erhielt er den Ellis R. Lippincott Award, den E. Bright Wilson Award für Spektroskopie und den Earle K. Plyler Prize für Molekülspektroskopie. Für 2021 wurde Fayer der Peter Debye Award zugesprochen, für 2022 der William F. Meggers Award.